# Sven Matthes

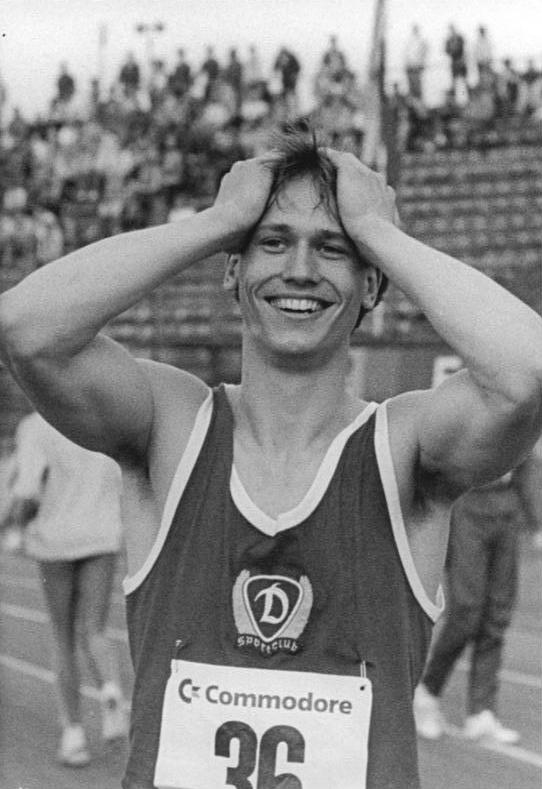
Sven Matthes wird 1988 DDR-Meister im 100-Meter-Lauf.

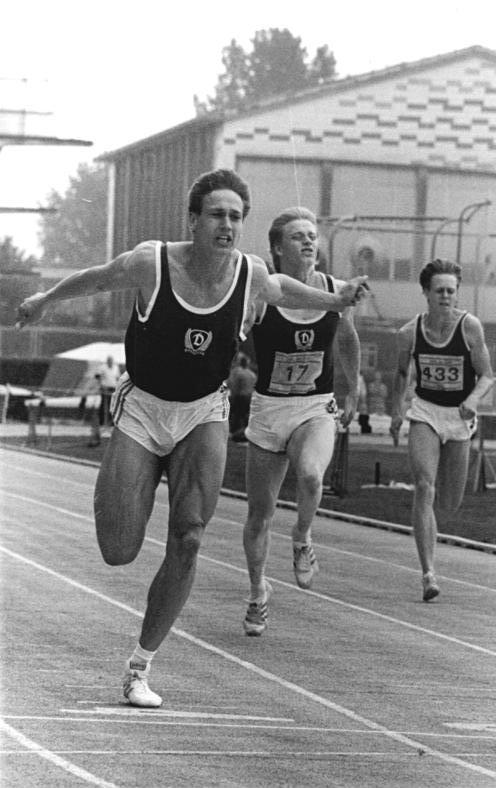
20. Juli 1988: Sven Matthes egalisiert in Berlin seinen eigenen Junioreneuroparekord

Sven Matthes (* 23. August 1969 in Berlin) ist ein ehemaliger deutscher Leichtathlet der Sprintkurzstrecke aus der DDR, der den Juniorenhallenweltrekord im 60-Meter-Lauf 13 Jahre lang zwischen 1988 und 2001 mit einer Zeit von 6,53 s hielt. Diese Zeit war bis 2016 noch deutscher Rekord.
Er nahm an Olympischen Spielen, Weltmeisterschaften, Europameisterschaften, Leichtathletik-Weltcup und Leichtathletik-Europacup (heute Leichtathletik-Team-Europameisterschaft) für die DDR teil. Außerdem gewann er neun DDR-Meister-Titel.

## Karriere
Bereits mit zehn Jahren begann Sven Matthes bei der SG Dynamo Hohenschönhausen (ab 1990 SV Preußen Berlin), dem Verein, bei dem sein Vater Trainer war, mit regelmäßigem Lauftraining. Schnell kam er zu ersten Erfolgen. Bei den Berliner Meisterschaften 1980 gewann er den 60-Meter-Lauf mit neuer Rekordzeit von 8,1 s. Bei der Kinder- und Jugendspartakiade der DDR wurde er 1985 Erster über 100 und über 200 Meter. Bei den Juniorenweltmeisterschaften 1986 in Athen gehörte der damals 16-Jährige bereits zum Nationalteam. Bei den Junioreneuropameisterschaften 1987 in Birmingham gewann er Bronze im 100-Meter-Lauf und mit der 4-mal-100-Meter-Staffel. Am 23. August 1987 gewann Matthes den 100-Meter-Lauf bei den Jugendwettkämpfe der Freundschaft in Havanna mit neuem DDR-Rekord in 10,35 s. In der Hallensaison verbesserte er am 13. Februar 1988 in Wien den Juniorenweltrekord und den deutschen 60-Meter-Rekord auf 6,53 s, der erst 2016 von Julian Reus verbessert wurde. Vierzehn Tage später gewann er den DDR-Meistertitel in der Halle bei den Senioren in 6,66 s. Am ersten Märzwochenende 1988 fanden in Budapest die Leichtathletik-Halleneuropameisterschaften 1988 statt, bei der Matthes im Halbfinale und im Finale jeweils 6,60 s lief. Drei Hundertstelsekunden hinter dem Sieger Linford Christie lag er im Finale zeitgleich mit dem Belgier Ronald Desruelles und dem Bulgaren Valentin Atanassow, nach Zielfotoentscheid belegte Matthes aber nur den vierten Platz. Ende Juni siegte Matthes in 10,19 s bei den DDR-Meisterschaften im 100-Meter-Lauf der Senioren und stellte im Semifinale einen neuen Junioreneuroparekord in 10,18 s auf. Ende Juli bei den Juniorenweltmeisterschaften in Sudbury, Ontario, Kanada gewann Matthes über 100 Meter Silber hinter Andre Cason, belegte im 200-Meter-Lauf den fünften Platz und erreichte mit der Staffel den vierten Platz. 
Am 13. September verbesserte Matthes in Berlin mit 10,14 s seinen eigenen Junioreneuroparekord. Eine Woche später schied Matthes in Seoul im Semifinale der Olympischen Spiele in 10,36 s mit einem 17. Platz aus.
Am 22. Juni 1989 verbesserte Matthes seine persönliche Bestzeit auf 10,11 s. Bei den DDR-Meisterschaften belegte er in 10,35 s den zweiten Platz hinter Steffen Bringmann. 1990 erreichte er in der Halle den zweiten Platz hinter Steffen Görmer. Bei den Europameisterschaften 1990 in Split trat letztmals eine DDR-Staffel bei großen Meisterschaften an, nach Stabverlust erreichte sie nicht das Ziel. 1992 wurde Matthes hinter Steffen Görmer deutscher Vizemeister in der Halle. Bei den Halleneuropameisterschaften im Palasport di Genova in Genua schied er im Semifinale aus.
Sven Matthes startete für den SC Dynamo Berlin, ab 1991 trat er für den SV Preußen Berlin an. Bei einer Körpergröße von 1,88 m betrug sein Wettkampfgewicht 80 kg.

## Bestzeiten
- 100-Meter-Lauf: 10,11 s (1989), diese Zeit stellt Ende 2011 deutschen U23-Juniorenrekord dar. Seine 1988 gelaufene Zeit von 10,14 s ist deutscher Jugendrekord.[1]
- 200-Meter-Lauf: 20,81 s (1988)
- 60-Meter-Lauf (Halle): 6,53 s (1988), diese Zeit stellte bis 2016 deutschen Rekord dar.